# Break the Curse
Break the Curse è il primo album in studio del gruppo musicale australiano Mortification, pubblicato nel 1994.
Il disco, inizialmente registrato come demo, è in seguito stato pubblicato ufficialmente come album.

## Descrizione
L'album pone maggior enfasi sullo versante thrash metal dello stile dei Mortification piuttosto che death metal. Quattro dei brani presenti nel disco furono precedentemente pubblicati nel loro primo, omonimo album, per poi essere riregistrati e pubblicati nuovamente in questo Break the Curse.
Messo in circolazione inizialmente nel 1990 su cassetta come demo, Break the Curse uscì su CD nel 1994 per la Nuclear Blast di Markus Staiger. Il disco fu poi ristampato nel 2001 dalla Rowe Productions e nel 2010, in edizione rimasterizzata dalla Roxx Records per il 20 anniversario dall'uscita dell'album. Una nuova ristampa commemorativa fu del 2015 con il titolo Break The Curse 1990 (25th Anniversary), realizzata su vinile sempre dalla Roxx Records.

## Tracce
1. Blood Sacrifice – 3:37
2. Brutal Warfare – 4:02
3. Impulsation – 4:30
4. Turn – 0:57
5. New Beginnings – 2:37
6. Break the Curse – 2:38
7. Illusion of Life – 4:56
8. Your Last Breath – 3:25
9. Journey of Reconciliation – 4:27
10. The Majestic Infiltration of Order – 1:08
11. Butchered Mutilation (Bonus Track della versione della Nuclear Blast) – 4:47

Durata totale: 37:04

## Formazione
- Steve Rowe - basso, voce
- Michael Carlisle - chitarra, voce
- Jayson Sherlock - batteria, voce